# The Score (2001)
The Score ist ein Spielfilm aus dem Jahr 2001 mit Robert De Niro, Edward Norton und Marlon Brando in den Hauptrollen. Er gehört zu dem Genre der Heist-Movies und war der letzte Kinofilm mit Marlon Brando, der 2004 starb.

## Handlung
Nachdem der in die Jahre gekommene kanadische Meisterdieb Nick Wells bei einem Einbruch fast erwischt worden wäre, beschließt er, sich zur Ruhe zu setzen. Zusammen mit seiner Geliebten, der Flugbegleiterin Diane, will er fortan gesetzeskonform leben. Nick betreibt einen Jazz-Club und hat es bis jetzt geschafft, eine bürgerliche Fassade aufrechtzuerhalten.
Von seinem Auftraggeber Max lässt er sich zu einem letzten großen Coup überreden. Ein französisches Königszepter im Wert von 30 Millionen Dollar soll gestohlen werden. Das Zepter sollte eigentlich ins Land geschmuggelt werden, wurde aber entdeckt, und wird seitdem im Keller des Zollgebäudes von Montreal unter strengsten Sicherheitsbedingungen in einem Tresor aufbewahrt.
Sein neuer Partner Jack hat, als geistig und körperlich beeinträchtigter Reinigungsmann Brian getarnt, Zugang zu dem Zollgebäude. Keiner der Wachleute sieht in ihm eine Gefahr. Mit seinem Insiderwissen sollte der Coup gelingen, aber er braucht Nick, um den Tresor zu öffnen. Nick will zu Beginn nicht mit Jack zusammenarbeiten und auch im weiteren Verlauf kommt es zu Uneinigkeiten.
Sie kaufen einen Zugangscode von einem Hacker, bei dessen Übergabe es fast zu einer Schießerei kommt. Nick hat diverse Bedenken und will das Projekt eigentlich abbrechen. Max bittet ihn, den Plan doch noch umzusetzen, da er einem Mafiaboss Geld schuldet, und sein Leben in Gefahr sieht. Aus Solidarität mit Max entscheidet sich Nick um.
Nick schleicht sich über das Abwassersystem in das Zollgebäude ein. Jack schaltet währenddessen die Sicherheitssysteme aus, wobei er von seinem Vorgesetzten enttarnt wird, woraufhin er diesen mit vorgehaltener Waffe wegsperrt. Nick füllt den Tresor mit Wasser, sprengt dann die Tür von innen weg und gelangt so an das Zepter. Unmittelbar danach wird Nick jedoch noch im Lagerraum von Jack mit einer Waffe bedroht und von diesem gezwungen, ihm die Tasche mit dem Zepter geben. Er befiehlt Nick, seine Maske abzunehmen und setzt ihn so der Gefahr aus, auf der Videoüberwachung erkannt zu werden. Jack gelingt die Flucht. Nick flüchtet unerkannt durch den Kanal.
Kurze Zeit später ruft Jack Nick an, um seinen Triumph auszukosten. Dabei stellt sich jedoch heraus, dass Nick Jack nicht getraut und ihm statt dem Zepter eine Tasche mit einem Stück Schrott gegeben hat, das von seiner Form her dem Zepter ähnelt. Das eigentliche Zepter hat Nick immer noch bei sich. Während Nick unerkannt bleibt und sich der Zukunft mit seiner Freundin widmen kann, eröffnet die Polizei eine landesweite Jagd auf Jack.

## Kritik
„Frank Oz, bekannt für leichtgewichtige Komödien wie ‚In & Out‘ und ‚Bowfingers große Nummer‘, hat seinen ersten dramatischen Film zu einem persönlichen Prestigeobjekt erkoren – und hoffnungslos mit prätentiösem Schnickschnack überfrachtet. Das getragene Tempo lässt kaum Spannung aufkommen, die Pointe ist absehbar.“

„Ein ganz dem Gangsterfilm klassischer Ausrichtung verpflichteter Krimi, der die alten Mythen und Ehrbegriffe aufleben lässt und sich in erster Linie auf den Vater-Sohn-Konflikt seiner beiden Protagonisten konzentriert. Ein betont altmodisch erzählter Film in getragener, weitgehend gewaltfreier Inszenierung.“

„Einer der besten Heist-Filme der letzten Jahre“

## Auszeichnungen
Im Jahr 2002 gewann Angela Bassett einen NAACP Image Award als beste Nebendarstellerin.

## Produktion
The Score wurde im Großraum Montreal gedreht.
Während der Produktion stritt sich Brando regelmäßig mit dem Regisseur Oz und nannte ihn „Miss Piggy“. Dies war eine Anspielung darauf, dass Oz als Puppenspieler bei der Muppet Show tätig gewesen war (von 1976 bis 2001). Oz gab sich später selbst die Schuld an dem Zerwürfnis. Er habe sehr konfrontativ auf Brando reagiert. Brando nahm später keine Anweisungen mehr an und verlangte, dass De Niro die Szenen mit ihm drehe, was dieser auch tat. Oz sagte später, dass De Niro als Mediator zwischen ihm und Brando gewirkt habe.

## Trivia
Die Methode, die im Film angewendet wird, um das Sicherheitssystem des Tresors zu umgehen, war Thema einer Folge der Serie Mythbusters, in der ein identischer Tresor mit ebendieser Methode geknackt werden sollte. Es zeigte sich, dass beim Öffnen des Tresordeckels mit Hilfe einer Sauerstofflanze der gesamte Inhalt des Tresors in Brand geriet und dabei zerstört wurde. Zudem konnte der Tresor nicht erfolgreich mit Wasser gefüllt werden, da er zwar feuerfest, jedoch nicht wasserdicht war. Es gelang zwar, das System zu umgehen und wie im Film den Tresor zu öffnen, jedoch wurde bei der Explosion ebenfalls das enthaltene Diebesgut stark in Mitleidenschaft gezogen.
Im Film betreibt der gebürtige New Yorker De Niro in Montreal eine Jazzbar namens NYC (New York City), in der die beiden Jazzsänger Cassandra Wilson und Mose Allison Gastauftritte haben.